# 화랑로 (서울)
화랑로(花郞路)는 서울특별시 성북구 종암동 종암사거리에서 노원구 공릉동 시계(담터사거리)를 잇는 도로이다.

## 노선
- 표기된 서울특별시도는 안내용 노선이다.

| 명칭                                           | 접속 도로                               | 소재지      | 소재지      | 비고                                 |
| 정릉로 직결                                    | 정릉로 직결                             | 정릉로 직결 | 정릉로 직결 | 정릉로 직결                          |
| ---------------------------------------------- | --------------------------------------- | ----------- | ----------- | ------------------------------------ |
| 종암사거리                                     | 종암로                                  | 서울특별시  | 성북구      | 내부순환로 하부 구간                 |
| 성북트리즘빌딩                                 | 오패산로                                | 서울특별시  | 성북구      | 북부간선도로 하부 구간 일방통행 구간 |
| 월곡역 교차로 (월곡IC)                         | 월곡로 내부순환로                       | 서울특별시  | 성북구      | 북부간선도로 하부 구간 일방통행 구간 |
| 하월곡IC                                       | 북부간선도로                            | 서울특별시  | 성북구      | 북부간선도로 하부 구간               |
| 상월곡역 교차로                                | 장월로                                  | 서울특별시  | 성북구      | 북부간선도로 하부 구간               |
| 돌곶이역 교차로                                | 돌곶이로                                | 서울특별시  | 성북구      | 북부간선도로 하부 구간               |
| 장위사거리                                     | 한천로                                  | 서울특별시  | 성북구      | 북부간선도로 하부 구간               |
| 석계역 교차로(서부)                            | 석계로 한천로66길                       | 서울특별시  | 성북구      | 화랑고가차도 구간                    |
| 석계역 교차로(동부)                            | 한천로45길 한천로48길                   | 서울특별시  | 성북구      | 화랑고가차도 구간                    |
| 월릉교 (월릉IC)                                | 동부간선도로 북부간선도로 마들로 섬밭로 | 서울특별시  | 노원구      |                                      |
| 태릉입구역 교차로                              | 국도 제3호선 (동일로)                   | 서울특별시  | 노원구      |                                      |
| (구 북부검찰청입구)                            | 공릉로                                  | 서울특별시  | 노원구      |                                      |
| 화랑대역 교차로                                | 신내로                                  | 서울특별시  | 노원구      |                                      |
| 화랑대사거리 (묵동IC)                          | 북부간선도로 노원로                     | 서울특별시  | 노원구      |                                      |
| (육군사관학교 입구)                            | 육군사관학교                            | 서울특별시  | 노원구      |                                      |
| 서울여자대학교 태릉·강릉 태릉선수촌 삼육대학교 |                                         | 서울특별시  | 노원구      |                                      |
| 담터사거리                                     | 불암로 금강로 담터길                    | 서울특별시  | 노원구      | 담터지하차도 구간                    |
| 불암로 직결                                    |                                         |             |             |                                      |